# Средство сбережения
Средство сбережения (средство накопления) — ликвидный актив, обладающий стоимостью, который хорошо хранится длительное время для последующего обмена на товары, услуги или другие активы. В качестве средства сбережения обычно выступают деньги, что является одной из их функций. Другими вариантами средства сбережения часто являются драгоценности, финансовые инструменты.

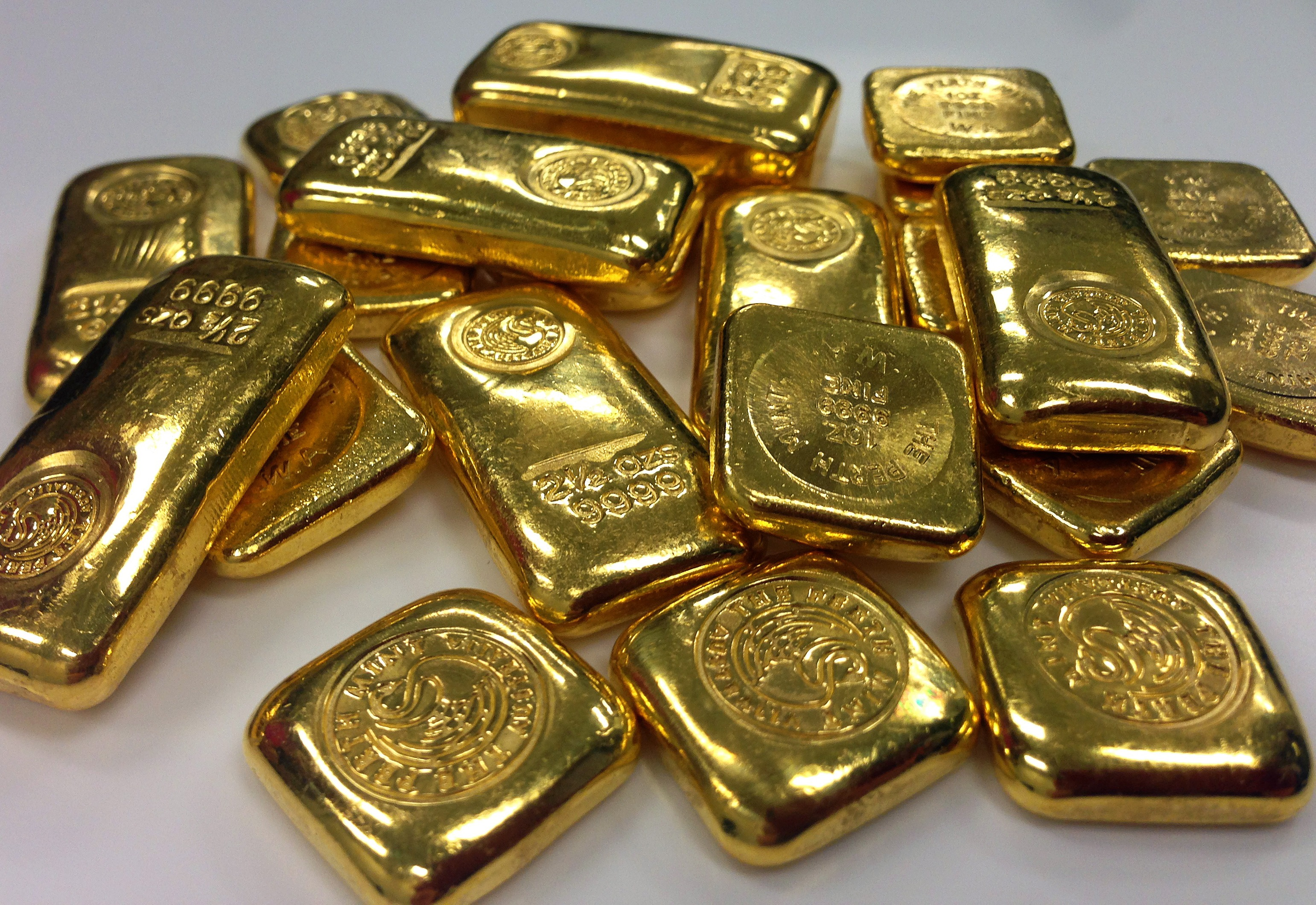
Распространенным средством сбережения до настоящего времени являются золотые слитки (золотой запас)

Средства сбережения могут обеспечивать дополнительный доход.

## Свойства средств сбережения
Чтобы выполнять функцию средства сбережения актив должен обеспечивать сохранение стоимости и возможность её реализации в будущем, в том числе в различных фазах экономического цикла (во время спада и подъема). При этом проверка надёжности актива не должна требовать значительных усилий или затрат. Трансакционные издержки по передаче такого актива должны отсутствовать либо быть близкими к нулю. Если актив удовлетворяет такому требованию, то его называют безопасным (англ. Safe Asset).
Безопасные активы обладают следующими свойствами:
- стабильная стоимость;
- высокая ликвидность;
- минимальный риск при длительном хранении (как риск порчи актива, так и риск его обесценивания).

Безопасность актива является относительным понятием. Например, деньги в условиях стабильной экономики и низких темпов инфляции обеспечивают передачу стоимости почти без потерь. Их ликвидность обеспечивается авторитетом государства. При стабильной экономике безопасными активами также считаются государственные ценные бумаги, поскольку риск дефолта (кредитный риск) по ним минимален Государственные облигации обычно обеспечивают некий уровень дохода, причём процентная ставка или дисконт по ним считаются безрисковыми. Примером могут служить казначейские облигации США.

## Популярные формы средств сбережения

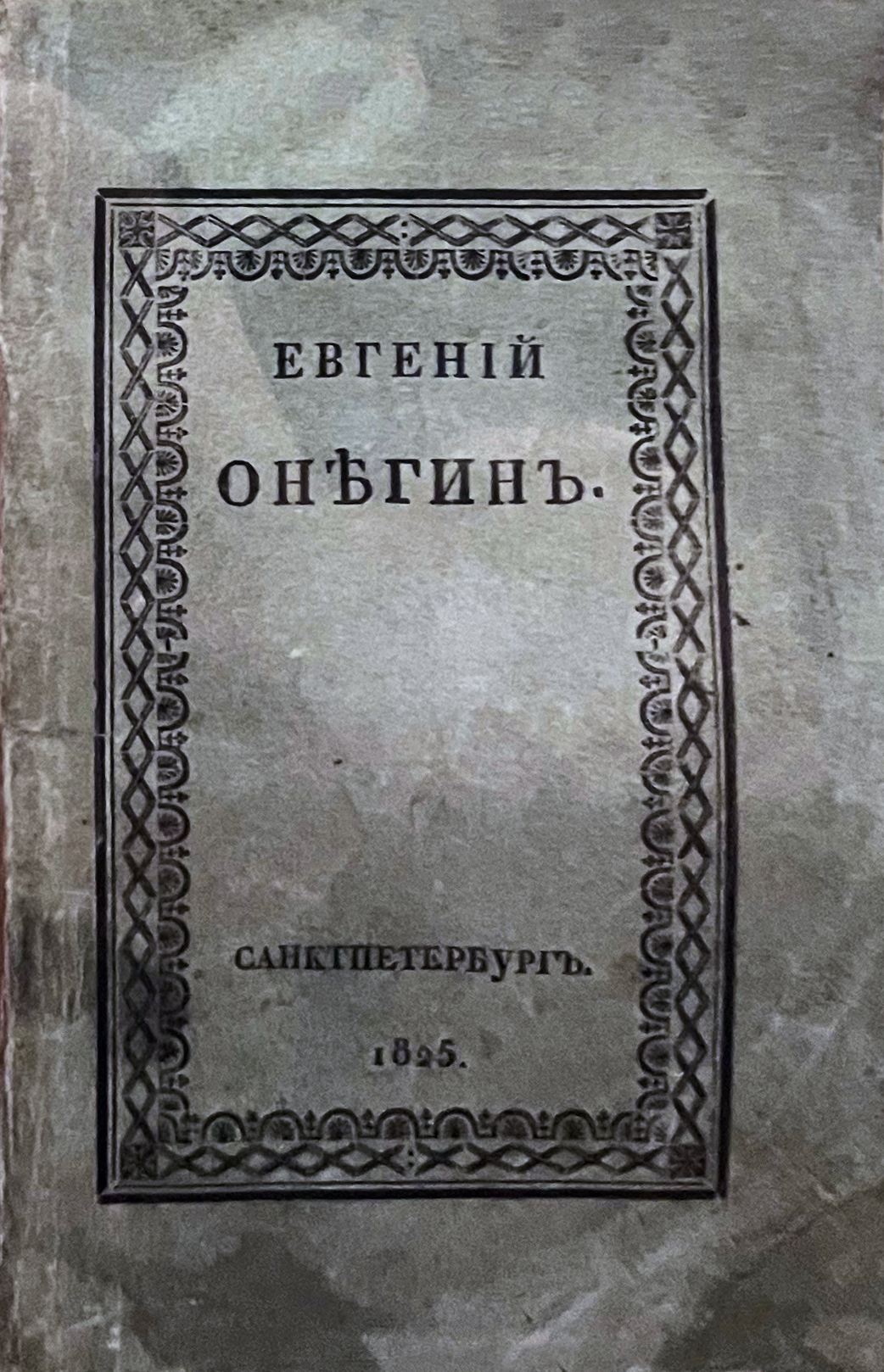
Обложка первого издания первой главы романа «Евгений Онегин», 1825 год. Этот роман сначала выпускался в тетрадках по мере написания, с 1825 года по 1832 год. Рыночная стоимость полного комплекта первого издания «Евгения Онегина» может доходить до миллиона долларов.

Наиболее популярными формами средств сбережения являются:
- деньги, полноценные или неполноценные. Деньги могут храниться в виде наличности, на текущем или депозитном банковском счёте;
- финансовые инструменты (акции, облигации и другие ценные бумаги);
- инвестиционные монеты;
- драгоценные металлы и драгоценные камни. Чаще всего рассматривается золото в ювелирных изделиях или в слитках;
- недвижимость, в том числе земельные участки;
- предметы искусства, особенно известных авторов или антиквариат.

## Мотивы сбережения денег
Джон Мейнард Кейнс выделил три основных экономических мотива для формирования денежных сбережений:
1. Необходимость совершения крупных сделок.
2. Предосторожность (сбережения на случай непредвиденных обстоятельств).
3. Спекулятивный мотив (стремление к дополнительному доходу).